# Jamie Lee Curtis
Jamie Lee Curtis (* 22. listopadu 1958 Los Angeles) je americká herečka, filmová producentka a autorka dětských knih. Je známá pro své účinkování v hororových filmech, kvůli čemuž se jí přezdívá „ječící královna“ (anglicky Scream Queen). Je držitelkou mnoha ocenění, včetně Oscara, ceny BAFTA a dvou Zlatých glóbů.
Svůj televizní debut zaznamenala v roce 1977, kdy se objevila v jedné epizodě dramatického seriálu Koroner Quincy. Svůj filmový debut zaznamenala, když obdržela svou první velkou roli v hororu Halloween (1978). Film zaznamenal kritický i komerční úspěch, začalo se jí přezdívat ječící královna a vedl k hlavní roli v hororových filmech Mlha (1980), Hra na vraha (1980), Vlak hrůzy (1980) a Hry na cestě (1981). Roli Strode si zopakovala v šesti sequelech Haloweenu, které zakončila filmem Halloween končí v roce 2022.
Její filmová tvorba zahrnuje mnoho žánrů mimo horor, včetně komedií Záměna (1983), za kterou získala cenu BAFTA za nejlepší herečku ve vedlejší roli, a Ryba jménem Wanda (1988), za kterou byla nominována na cenu BAFTA za nejlepší herečku. Role instruktorky cvičení ve filmu Dokonalí (1985) jí vynesla pověst sexsymbolu. Za ztvárnění Helen Tasker ve filmu Pravdivé lži (1994), režiséra Jamese Camerona, získala Zlatý glóbus za nejlepší herečku. Objevila se také ve filmech Mezi námi děvčaty (2003), Na nože (2019) a Všechno, všude, najednou (2022). Za výkon v posledním zmíněném filmu získala spoustu ocenění, včetně Oscara za nejlepší herečku ve vedlejší roli. K roku 2023 vydělaly její filmy přes 2,5 miliardy dolarů.
Další Zlatý glóbus obdržela za roli Hannah Miller v sitcomu Anything but Love (1989–1992) a obdržela nominaci na cenu Emmy za televizní film Nicholasův dárek (1998). Je provdaná za herce Christophera Guesta (Baron Haden-Guest) a jako jeho manželka je také titulována na Lady Haden-Guest.

## Život
Narodila se v Los Angeles hercům Tonymu Curtisovi a Janet Leighové. Její matka měla dánské, německé a skotsko-irské kořeny. Její otec byl synem židovských přistěhovalců z Maďarska. Má starší sestru Kelly Curtisovou, která je také herečkou, a čtyři nevlastní sourozence, Alexandru, Allegru, Benjamina a Nicholase, který zemřel v roce 1994 na předávkování drogami.
V roce 1962 se její rodiče rozvedli a její matka se vdala za herce R. Brandta. Navštěvovala Beverly Hills High School a University of the Pacific v Los Angeles a promovala v roce 1976 na Choate Rosemary Hall ve Wallingfordu v Connecticutu. Se svým manželem má adoptované dvě děti, dceru Anne a syna Thomase. Ani jeden z nich nemůže používat šlechtického titulu jako jejich rodiče, jelikož nejsou jejich přímými potomky.

## Kariéra
V roce 1978 obdržela svoji první hlavní roli ve filmu, a to v hororu Halloween. Film zaznamenal velký úspěch, a tak následovalo několik dalších pokračování tohoto kultovního snímku a také další nabídky na hraní ve filmu.
K dalším rolím byla pozvána do filmů Mlha (opět horor), Modrá Ocel, Pravdivé lži či Virus.
Doma má dvě ocenění Zlatý glóbus, jedno ocenění BAFTA a Saturn Awards za filmy Moje první láska, Záměna a Pravdivé lži.

## Blogování
Curtis je blogerkou na online deníku The Huffington Post.

## Filmografie

### Film
| Rok  | Název                                              | Role                      | Poznámky                 |
| ---- | -------------------------------------------------- | ------------------------- | ------------------------ |
| 1978 | Halloween                                          | Laurie Strode             |                          |
| 1980 | Mlha                                               | Elizabeth Solley          |                          |
| 1980 | Hra na vraha                                       | Kimberly „Kim“ Hammond    |                          |
| 1980 | Vlak hrůzy                                         | Alana                     |                          |
| 1981 | Hry na cestě                                       | Pamela Rushworth          |                          |
| 1981 | Halloween 2                                        | Laurie Strode             |                          |
| 1983 | Záměna                                             | Ophelia                   |                          |
| 1984 | Grandview USA                                      | Michelle Cody             |                          |
| 1984 | Dobrodružství Buckaroo Banzai napříč osmou dimenzí | Sandra Banzai             | v prodloužené verzi      |
| 1985 | Dokonalí                                           | Jessie Wilson             |                          |
| 1987 | Tichý protest                                      | Lynn Taylor               |                          |
| 1988 | Ryba jménem Wanda                                  | Wanda Gershwitz           |                          |
| 1988 | Dominick a Eugene                                  | Jennifer Reston           |                          |
| 1990 | Modrá ocel                                         | Megan Turner              |                          |
| 1991 | Dospívání v Queens                                 | Grace                     |                          |
| 1991 | Moje první láska                                   | Shelly DeVoto             |                          |
| 1992 | Navždy mladý                                       | Claire Cooper             |                          |
| 1993 | Mother's Boys                                      | Judith Madigan            |                          |
| 1994 | Pravdivé lži                                       | Helen Tasker              |                          |
| 1994 | Moje druhá láska                                   | Shelly DeVoto Sultenfuss  |                          |
| 1996 | Domácí vězení                                      | Janet Beindorf            |                          |
| 1997 | Divoká stvoření                                    | Willa Weston              |                          |
| 1998 | Tráva je zlatej důl                                | Sierra Kahan              |                          |
| 1998 | Halloween: H20                                     | Laurie Strode / Keri Tate |                          |
| 1999 | Virus                                              | Kelly „Kit“ Foster        |                          |
| 2000 | 460 podezřelých                                    | Rona Mace                 |                          |
| 2001 | Agent z Panamy                                     | Louisa Pendel             |                          |
| 2001 | Táta a ti druzí                                    | Elaine Bowen              |                          |
| 2001 | Rudolf na ostrově hraček                           | královna Camilla (hlas)   |                          |
| 2002 | Halloween: Zmrtvýchvstání                          | Laurie Strode             |                          |
| 2003 | Mezi námi děvčaty                                  | Tess Coleman              |                          |
| 2004 | Vánoce naruby                                      | Nora Krank                |                          |
| 2005 | Mladej a já                                        | sama sebe                 |                          |
| 2008 | Čivava z Beverly Hills                             | Vivian „Viv“ Ashe         |                          |
| 2010 | Zase ona!                                          | Gail Byer Olsen           |                          |
| 2014 | Veronica Marsová                                   | Gayle Buckley             |                          |
| 2015 | Spare Parts                                        | Karen Lowry               |                          |
| 2018 | Halloween                                          | Laurie Strode             | také vedoucí producentka |
| 2019 | Na nože                                            | Linda Drysdale-Thrombey   |                          |
| 2021 | Halloween zabíjí                                   | Laurie Strode             | také vedoucí producentka |
| 2022 | Všechno, všude, najednou                           | Deirdre Beaubeirdre       |                          |
| 2022 | Halloween končí                                    | Laurie Strode             | také vedoucí producentka |
| 2023 | Strašidelný dům                                    | madam Leota               |                          |